# ディビシオン・デ・オノール・デ・ラグビー
ディビシオン・デ・オノール(スペイン語: División de Honor)は、スペインで開催されるラグビーユニオンのトップリーグ。スペインラグビー連盟(FER)が主催している。12チームが所属しており、ディビシオン・デ・オノールB（2部リーグ）との間に昇降格制度が設けられている。

## 大会

### 形式
ディビシオン・デ・オノールは9月から翌年3月にかけて行われ、全12チームがホーム&アウェーで22試合を戦う。勝利に勝ち点4、引き分けに勝ち点2、敗北に勝ち点0が与えられる。4トライ以上を記録した場合には、試合結果に関わらずボーナスとして勝ち点1が与えられる。7失点以下で敗北した場合には、ボーナスとして勝ち点1が与えられる。レギュラーシーズン22試合を終えて勝ち点上位の6チームが優勝プレーオフに進出する。

### 欧州カップ出場権 / 昇降格
優勝チームはヨーロピアンラグビーチャンピオンズカップ（旧称ハイネケンカップ）の下部大会にあたる欧州チャレンジカップの出場権を得る。
レギュラーシーズンを終えて最下位（12位）のチームはディビシオン・デ・オノールB（2部リーグ）に自動降格し、11位のチームは残留/昇格プレーオフに出場する。ディビシオン・デ・オノールBの優勝チームはディビシオン・デ・オノールに自動昇格し、2位のチームは残留/昇格プレーオフに出場する。

## 所属クラブ
2019-20シーズン
| クラブ名                             | ホームスタジアム                       | 収容人数 | ホームタウン                                  |
| ------------------------------------ | -------------------------------------- | -------- | --------------------------------------------- |
| バリャドリッドRAC                    | ペペ・ロホ                             | 5,000    | カスティーリャ・イ・レオン州バリャドリッド    |
| UEサンボイアナ                       | バルディリ・アレウ                     | 4,000    | カタルーニャ州サン・ボイ・ダ・リュブラガート  |
| コンプルテンセ・シスネロス           | エスタディオ・コンプルテンセ           | 12,400   | マドリード州マドリード                        |
| インデペンディエンテRC               | サン・ロマン                           | 1,500    | カンタブリア州サンタンデール                  |
| シルバーストーム・エル・サルバドール | ペペ・ロホ                             | 5,000    | カスティーリャ・イ・レオン州バリャドリッド    |
| ビスカイア・ゲルニカ                 | ウルビエタ                             | 2,500    | バスク州ゲルニカ                              |
| AMPOオルディシア                     | アルタミラ                             | 500      | バスク州オルディシア                          |
| アパレハドーレス・ラグビー           | サン・アマロ                           | 1,500    | カスティーリャ・イ・レオン州ブルゴス          |
| エルナニCRE                          | ランダレ・トキ                         | 500      | バスク州エルナニ                              |
| FCバルセロナ                         | ラ・タシュネラ                         | 500      | カタルーニャ州バルセロナ                      |
| サニータス・アルコベンダス           | ラス・テラサス                         | 500      | マドリード州アルコベンダス                    |
| CRラ・ビラ                           | カンポ・デ・ラグビー・エル・パンターノ | 3,000    | バレンシア州ビジャホヨーサ/ラ・ビラ・ホヨーサ |

## 歴代優勝クラブ
| シーズン  | 優勝                               | 2位                                | 3位                        |
| --------- | ---------------------------------- | ---------------------------------- | -------------------------- |
| 1953      | FCバルセロナ                       | アトレティコ・マドリード           | UEサンボイアナ             |
| 1954      | FCバルセロナ                       | アトレティコ・マドリード           | ナタシオー・バルセロナ     |
| 1955-1969 | 開催されず                         | 開催されず                         | 開催されず                 |
| 1970      | アトレティコ・サン・セバスティアン | FCバルセロナ                       | カノエ                     |
| 1971      | カノエ                             | エル・サルバドール                 | FCバルセロナ               |
| 1972      | カノエ                             | エル・サルバドール                 | UEサンボイアナ             |
| 1973      | カノエ                             | アルキテクトゥーラ                 | エル・サルバドール         |
| 1974      | アルキテクトゥーラ                 | ナタシオー・バルセロナ             | カノエ                     |
| 1975      | アルキテクトゥーラ                 | CRシスネロス                       | CAUマドリード              |
| 1976      | CRシスネロス                       | アルキテクトゥーラ                 | CAUマドリード              |
| 1977      | アルキテクトゥーラ                 | CAUマドリード                      | CRシスネロス               |
| 1978      | アトレティコ・サン・セバスティアン | アルキテクトゥーラ                 | CAUマドリード              |
| 1979      | アトレティコ・サン・セバスティアン | エルナニCRE                        | RCイルン                   |
| 1979      | CAUマドリード                      | CRシスネロス                       | アルキテクトゥーラ         |
| 1979      | RCコルネリャー                     | UEサンボイアナ                     | RCバレンシア               |
| 1979      | アミーゴス・デル・ラグビー         | セビリアFC                         | ウニベルシダ・デ・グラナダ |
| 1980      | CAUマドリード                      | エルナニCRE                        | RCバレンシア               |
| 1981      | アルキテクトゥーラ                 | エルナニCRE                        | RCバレンシア               |
| 1982      | アルキテクトゥーラ                 | エルナニCRE                        | FCバルセロナ               |
| 1983      | RCバレンシア                       | アトレティコ・サン・セバスティアン | UEサンボイアナ             |
| 1984      | UEサンボイアナ                     | CAUマドリード                      | エルナニCRE                |
| 1985      | CRシスネロス                       | アトレティコ・サン・セバスティアン | アルキテクトゥーラ         |
| 1986      | アルキテクトゥーラ                 | UEサンボイアナ                     | CRシスネロス               |
| 1987      | UEサンボイアナ                     | アルキテクトゥーラ                 | RCバレンシア               |
| 1988      | アルキテクトゥーラ                 | UEサンボイアナ                     | エル・サルバドール         |
| 1989      | UEサンボイアナ                     | コンプルテンセ＝シスネロス         | アルキテクトゥーラ         |
| 1990      | アルキテクトゥーラ                 | エル・サルバドール                 | シエンシアス・セビリアCR   |
| 1991      | エル・サルバドール                 | CRリセオ・フランセス               | ゲチョ・アルテアRT         |
| 1992      | シエンシアス・セビリアCR           | UEサンボイアナ                     | CRリセオ・フランセス       |
| 1993      | ゲチョ・アルテアRT                 | CRリセオ・フランセス               | シエンシアス・セビリアCR   |
| 1994      | シエンシアス・セビリアCR           | ゲチョ・アルテアRT                 | CRエル・サルバドール       |
| 1995      | アルキテクトゥーラ                 | ゲチョ・アルテアRT                 | VRACバリャドリッド         |
| 1996      | UEサンボイアナ                     | シエンシアス・セビリアCR           | ゲチョ・アルテアRT         |
| 1997      | UEサンボイアナ                     | ゲチョ・アルテアRT                 | アルキテクトゥーラ         |
| 1998      | エル・サルバドール                 | UEサンボイアナ                     | レアル・カノエ             |
| 1999      | VRACバリャドリッド                 | UEサンボイアナ                     | シエンシアス・セビリアCR   |
| 2000      | レアル・カノエ                     | エル・サルバドール                 | UEサンボイアナ             |
| 2001      | VRACバリャドリッド                 | ウニベルシダ・デ・セビリア         | リセオ・フランセス         |
| 2002      | モラレハ・アルコベンダス           | エル・サルバドール                 | マドリード2012             |
| 2003      | エル・サルバドール                 | モラレハ・アルコベンダス           | VRACバリャドリッド         |
| 2004      | エル・サルバドール                 | UCM 2M12                           | バリャドリッドRAC          |
| 2005      | UEサンボイアナ                     | エル・サルバドール                 | ベラ・ベラ                 |
| 2006      | UEサンボイアナ                     | エル・サルバドール                 | USAP BCN                   |
| 2007      | エル・サルバドール                 | マドリード・ノロエステ             | UEサンボイアナ             |
| 2008      | エル・サルバドール                 | シエンシアス・セビリアCR           | ポスエロ・ボアディーリャ   |
| 2009      | CRCマドリード                      | エル・サルバドール                 | シエンシアス・セビリアCR   |
| 2010      | エル・サルバドール                 | CRラ・ビラ                         | シエンシアス・セビリアCR   |
| 2011      | CRラ・ビラ                         | オルディシア                       | エル・サルバドール         |
| 2012      | VRACバリャドリッド                 | オルディシア                       | UEサンボイアナ             |
| 2013      | VRACバリャドリッド                 | UEサンボイアナ                     | ゲルニカRT                 |
| 2014      | VRACバリャドリッド                 | エル・サルバドール                 | CRシスネロス               |
| 2015      | VRACバリャドリッド                 | UEサンボイアナ                     | CRシスネロス               |
| 2016      | エル・サルバドール                 | VRACバリャドリッド                 | インデペンディエンテRC     |
| 2017      | VRACバリャドリッド                 | エル・サルバドール                 | アルコベンダス             |
| 2018      | VRACバリャドリッド                 | エル・サルバドール                 | アルコベンダス             |
| 2019      | VRACバリャドリッド                 | エル・サルバドール                 | アルコベンダス             |

### クラブ別優勝回数
| チーム                                                                 | 優勝 | シーズン                                             | 地域                         |
| ---------------------------------------------------------------------- | ---- | ---------------------------------------------------- | ---------------------------- |
| バリャドリッドRAC                                                      | 9    | 1999, 2001, 2012, 2013, 2014, 2015, 2017, 2018, 2019 | カスティーリャ・イ・レオン州 |
| CDアルキテクトゥーラ                                                   | 9    | 1974, 1975, 1977, 1981, 1982, 1986, 1988, 1990, 1995 | マドリード州                 |
| CRエル・サルバドール                                                   | 8    | 1991, 1998, 2003, 2004, 2007, 2008, 2010, 2016       | カスティーリャ・イ・レオン州 |
| UEサンボイアナ                                                         | 7    | 1984, 1987, 1989, 1996, 1997, 2005, 2006             | カタルーニャ州               |
| カノエ/CRCマドリード                                                   | 5    | 1971, 1972, 1973, 2000, 2009                         | マドリード州                 |
| アトレティコ・サン・セバスティアン                                     | 3    | 1970, 1978, 1979*                                    | バスク州                     |
| シエンシアス・セビリアCR                                               | 2    | 1992, 1994                                           | アンダルシア州               |
| CRシスネロス                                                           | 2    | 1976, 1985                                           | マドリード州                 |
| CAUマドリード                                                          | 2    | 1979*, 1980                                          | マドリード州                 |
| FCバルセロナ                                                           | 2    | 1953, 1954                                           | カタルーニャ州               |
| CRラ・ビラ                                                             | 1    | 2011                                                 | バレンシア州                 |
| モラレハ・アルコベンダスRU                                             | 1    | 2002                                                 | マドリード州                 |
| ゲチョ・アルテアRT                                                     | 1    | 1993                                                 | バスク州                     |
| RCバレンシア                                                           | 1    | 1983                                                 | バレンシア州                 |
| アミーゴス・デル・ラグビー                                             | 1    | 1979*                                                | アンダルシア州               |
| RCコルネリャー                                                         | 1    | 1979*                                                | カタルーニャ州               |
| *1978–79シーズンは4グループによって争われ、4つの優勝クラブが生まれた。 |      |                                                      |                              |